# John Wyndham
John Wyndham, all'anagrafe John Wyndham Parkes Lucas Beynon Harris (Knowle, 10 luglio 1903 – Londra, 11 marzo 1969), è stato uno scrittore britannico di romanzi di fantascienza. Usò il suo chilometrico nome per trarne anche altri pseudonimi letterari, quali John Beynon e J. B. Harris. Il suo racconto più celebre è Il giorno dei trifidi, del 1951, da cui nel 1963 è stato tratto il film L'invasione dei mostri verdi.

## Biografia
John Wyndham Parkes Lucas Beynon Harris nacque nel villaggio di Knowle, non lontano da Birmingham. Mancato avvocato, dopo avere tentato diverse strade con scarso successo iniziò la carriera di scrittore nel 1931, pubblicando su una rivista statunitense il primo racconto, Worlds to Barter.
In questi primi racconti non mancarono le incursioni nel campo del poliziesco, ma fu la fantascienza il genere nel quale Wyndham pian piano si specializzò. Nel 1935 pubblicò il primo romanzo in Gran Bretagna, Le onde del Sahara o Il popolo segreto (The Secret People), di stampo avventuroso e fantastico. Sullo stesso genere il dittico narrativo costituito da Avventura su Marte (Planet Plane, 1936) e I sopravvissuti di Marte (The Sleepers of Mars, 1938). Wyndham non scrisse nulla durante la seconda guerra mondiale, nella quale fu caporale dei Royal Signal Corps.
Tornato alla vita civile e spronato dall'esempio del fratello, che aveva pubblicato con qualche successo alcuni romanzi, pubblicò tra il 1951 e il 1957 i suoi romanzi più noti: Il giorno dei trifidi (The Day of The Triffids), Il risveglio dell'abisso (The Kraken Wakes), I trasfigurati (Re-Birth), I figli dell'invasione (The Midwich Cuckoos).
Alla pubblicazione nel 1959 di Sbarco su Marte (The Outward Urge) seguì, nell'anno successivo, Il lichene cinese (Trouble with Lichen, 1960) e, dopo un intervallo di otto anni, il romanzo breve Chocky (1968). Sposatosi nel 1963 con Grace Wilson (frequentata fin dalla giovinezza), Wyndham passò gli ultimi anni nella quiete della casa di campagna di Petersfield (nello Hampshire), dove morì senza figli l'11 marzo del 1969. Due romanzi sono stati pubblicati postumi, il primo dieci anni dopo, Ragnatela (Web, 1979), che Wyndham era riuscito a concludere (ma non a revisionare), il secondo Plan for Chaos nel 2009, a cui stava lavorando nel periodo in cui scriveva Il giorno dei trifidi.
Wyndham raccoglie la tradizione apocalittica britannica e si trastulla con catastrofi suscettibili di distruggere l'umanità, come ne Il giorno dei Trifidi, nel quale una pioggia di meteoriti rende ciechi quasi tutti gli abitanti della Terra mettendoli alla mercé di piante carnivore semoventi (i trifidi), o come ne I figli dell'invasione, nel quale appare un altro sfruttatissimo tema: l'invasione aliena.
Gli alieni e i mutanti di Wyndham sono minacciosi, determinati a soggiogare la razza umana. Mentre in altri scrittori ciò genera atmosfere cupe e angosciose, Wyndham sa mitigare la crudezza delle sue catastrofi ricorrendo a uno stile pacato, con una scrittura serena e ironica in contrasto coi temi trattati.

## Adattamenti cinematografici e televisivi
I romanzi di John Wyndham hanno ispirato diversi registi, che ne hanno tratto film di successo.
Da Il giorno dei trifidi è stato tratto il film L'invasione dei mostri verdi, del 1962, ad opera di Steve Sekely, con Howard Keel nei panni del protagonista. Nel 1981 la BBC ne realizzò un serial televisivo in 6 episodi, inedito in italiano, con una sceneggiatura molto più fedele; poi pubblicò una nuova versione, due puntate da 90 minuti, per il canale BBC HD, che uscì nel 2009.
Il romanzo I figli dell'invasione ispirò invece due adattamenti cinematografici: il primo, Il villaggio dei dannati (Village of the Damned) nel 1960 di Wolf Rilla, e il secondo, dallo stesso titolo, nel 1995 di John Carpenter.
Numerosi anche gli adattamenti televisivi: Chocky del 1984 e un paio di episodi delle serie presentata da Alfred Hitchcock: Considers Her Ways (1964) e Maria (1961).

## Opere

### Romanzi
- Il pianeta degli angeli (Exiles on Asperus, romanzo breve, 1933), traduzione di Ugo Malaguti, Nova SF* a. IX n. 32, Libra Editrice, 1975
- Le onde del Sahara o Il popolo segreto (The Secret People, come John Beynon, 1935); come Le onde del Sahara, Urania n° 56, Arnoldo Mondadori Editore, 1954; come Il popolo segreto, Cosmo Oro n° 24, Nord, 1976.
- Avventura su Marte o Clandestina di Marte (Planet Plane, come John Beynon, 1936; anche The Space Machine, Stowaway to Mars); come Avventura su Marte, Urania n° 49, Arnoldo Mondadori Editore, 1954; come Clandestina di Marte, I Classici della Fantascienza n° 26, Libra, 1977.
- I sopravvissuti di Marte (The Sleepers of Mars, romanzo breve, 1938), I Classici della Fantascienza n° 26, Libra.
- Il giorno dei trifidi o L'orrenda invasione (The Day of The Triffids, 1951; anche Revolt of the Triffids); come L'orrenda invasione, Urania n° 3, Arnoldo Mondadori Editore, 1952; come Il giorno dei trifidi, in Universo a sette incognite, Omnibus, Arnoldo Mondadori Editore, 1963.
- Il risveglio dell'abisso (The Kraken Wakes, 1953), Urania n° 35, Arnoldo Mondadori Editore, 1954; I Capolavori di Urania 307bis, Arnoldo Mondadori Editore, 1963
- I trasfigurati (The Chrysalidis, 1955; titolo USA Re-Birth), Urania n° 149, Arnoldo Mondadori Editore, 1957; Urania n° 448, Arnoldo Mondadori Editore, 1966; I Classici della Fantascienza n° 22, Libra, 1976; in Mutanti e mutazioni, Biblioteca di Urania n° 7, Arnoldo Mondadori Editore, 1980.
- I figli dell'invasione (The Midwich Cuckoos, 1957), Urania n° 200, Arnoldo Mondadori Editore, 1959; Urania n° 497, Mondadori 1968; edizione più recente: Biblioteca di Nova SF n° 53, Elara Libri, 2022, con il titolo Il villaggio dei dannati.
- Considera le sue vie o  Considera le sue abitudini (Consider Her Ways, 1957; romanzo breve), come Considera le sue vie, traduzione di Hilja Brinis, ne I racconti del tempo, Urania 304, Arnoldo Mondadori Editore, 1963; edizione più recente Considera le sue abitudini, Nottetempo, 2005
- Oltre Venere o Stazione spaziale. AD 1994 o Sbarco su Marte o Uomini e stelle (The Outward Urge, racconto lungo, come John Wyndham e Lucas Parkes, 1959), come Stazione spaziale. AD 1994,  a puntate in Oltre il Cielo. Missili & Razzi 21-24, Proprietà E. Silvestri, 1958; come Sbarco su Marte, I Romanzi del Corriere n° 65, CDS, 1960; Uomini e stelle, Saturno n° 3, Libra; Oltre Venere, Oscar Fantascienza n° 27, Arnoldo Mondadori Editore, 1977; edizione più recente: traduzione di Stanis La Bruna, Oscar 1247, Arnoldo Mondadori Editore, 1981.
- Il lichene cinese (Trouble with Lichen, 1960), Urania n° 286, Arnoldo Mondadori Editore, 1962; Urania n° 618, Arnoldo Mondadori Editore, 1973; edizione più recente in Mutanti e mutazioni, Biblioteca di Urania n° 7, Arnoldo Mondadori Editore, 1980.
- Chocky o L'amica invisibile (Chocky, romanzo breve, 1968), Urania n° 536, Arnoldo Mondadori Editore, 1970; traduzione di M[aria] Benedetta De Castiglione, in L'incognita Wyndham [Chocky e altri racconti], Club degli Editori, 1977; in Mutanti e mutazioni, Biblioteca di Urania n° 7, Arnoldo Mondadori Editore, 1980; I Massimi della Fantascienza 5, Arnoldo Mondadori Editore, 1980; come L'amica invisibile, traduzione di Maria Benedetta De Castiglione, Le Linci 4, Salani, 1990
- Ragnatela (Web, postumo, 1979), Urania n° 826, Arnoldo Mondadori Editore, 1980.
- Plan for Chaos, 2009 (postumo)

### Antologie
- I vortici dell'assurdo (Jizzle, 1954), Science Fiction Book Club 8 II serie [23], Casa Editrice La Tribuna, 1965
- Su e giù per il tempospazio (The Seeds of Time, 1956), Urania n° 871, Arnoldo Mondadori Editore, 1981; I Libri di Urania 19, Arnoldo Mondadori Editore, 1994; Classici Urania n° 203, Arnoldo Mondadori Editore, 1994; "The seeds of time", testo originale, con introduzione e note in lingua italiana di Icilio Cervelli, Società Editrice Dante Alighieri, 1970.
- Tales of Gooseflesh and Laughter, 1956. Edizione USA con storie tratte dalle due precedenti raccolte.
- Consider Her Ways and Others, 1956.
- The Infinite Moment, 1961.

#### Antologie postume
- Sleepers of Mars, 1973. Raccoglie 5 storie stories originariamente pubblicate su riviste negli anni trenta: Sleepers of Mars, Worlds to Barter, Invisible Monster, The Man from Earth e The Third Vibrator.
- The Best of John Wyndham, 1973.
- The Man from Beyond And Other Stories, 1975.
- Exiles on Asperus, 1979.
- Mutanti e mutazioni, Biblioteca di Urania n° 7, Arnoldo Mondadori Editore, 1980. Raccolta italiana con tre romanzi e cinque racconti.
- No Place Like Earth, 2003

### Non di fantascienza
- Foul Play Suspected (come John Benyon), 1935. Romanzo giallo.
- Love in Time (come Johnson Harris), 1946.[senza fonte]